# Lepidagathis calycina
Lepidagathis calycina là một loài thực vật có hoa trong họ Ô rô. Loài này được Hochst. ex Nees mô tả khoa học đầu tiên năm 1847.